# Hudčice
Hudčice (německy Hutschitz) jsou obec v okrese Příbram ve Středočeském kraji, asi 19 km jižně od Příbrami. Žije zde 262 obyvatel.

## Historie
První písemnou zmínku o obci nalezneme v historických pramenech z roku 1379.
Obcí protéká Mlýnský potok a nacházejí se zde dva malé rybníčky. Jsou zde dvě hospody a jeden obchod s potravinami. V okolí obce se těží kámen. Jsou zde zatopené lomy, ve kterých je možnost koupání.

## Obecní správa

### Části obce
- Hudčice (k. ú. Hudčice)
- Slavětín (k. ú. Hudčice) (také Slavětín u Březnice)

K obci patří také samota Na Brodech.
Sousedními obcemi sídla jsou Bělčice, Drahenice, Koupě, Březnice, Hvožďany a Volenice.
V roce 1980 byla obec přičleněna k MNV Volenice. Od roku 1990 je opět samostatnou obcí.

### Územněsprávní začlenění
Dějiny územněsprávního začleňování zahrnují období od roku 1850 do současnosti. V chronologickém přehledu je uvedena územně administrativní příslušnost obce v roce, kdy ke změně došlo:
- 1850 země česká, kraj Plzeň, politický i soudní okres Březnice[5]
- 1855 země česká, kraj Písek, soudní okres Březnice
- 1868 země česká, politický okres Blatná, soudní okres Březnice
- 1939 země česká, Oberlandrat Klatovy, politický okres Blatná, soudní okres Březnice[6]
- 1942 země česká, Oberlandrat Plzeň, politický okres Strakonice, soudní okres Březnice[7]
- 1945 země česká, správní okres Blatná, soudní okres Březnice[8]
- 1949 Plzeňský kraj, okres Blatná[9]
- 1960 Středočeský kraj, okres Příbram
- 2003 Středočeský kraj, okres Příbram, obec s rozšířenou působností Příbram

### Starostové
- František Žid (1850–1872)
- Tomáš Pazderník (1872–1875)
- František Štěpán (1875–1878)
- Jan Pěnička (1878–1884)
- Josef Kuděj (1884–1887)
- Jan Viktora (1887–1890)
- Josef Viktora (1890–1896)
- Jan Štěpán (1896–1900)
- František Kuděj (1900–1903)
- Karel Češka (1903–1905)
- František Holý (1906–1912)
- František Žid (1912–1919)
- Jan Šilhavý (1919–1927)
- Karel Cibulka (1927–1931)
- František Štěpán (1931–1936)
- František Kadlec (1936–?)

Předsedové
- František Kadlec
- František Podlešák
- Antonín Sýkora
- Jar. Převrátil
- Ol. Vavřička
- Václav Čipera
- Josef Štěpán

…
- Ladislav Truhlář (2010–2014)
- Petr Hlinka (2014–2018)
- Ladislav Doležal (2018–současnost)

### Členství ve sdruženích
Hudčice jsou členem ve svazku obcí Mikroregion Třemšín, který vznikl v roce 2000 s cílem celkového rozvoje regionu.

## Obyvatelstvo
Nejvíce obyvatel v obci bylo zaznamenáno při sčítání lidu v roce 1869 (591). Nejvýraznější úbytek obyvatel byl zaznamenán v roce 1950, kdy oproti roku 1930 ubylo 152 obyvatel. Nejmenší počet obyvatel (237) byl zaznamenán v roce 2001. Vývoj počtu obyvatel a sčítání domů je uveden v tabulce:
| Rok                   | 1869 | 1880 | 1890 | 1900 | 1910 | 1921 | 1930 | 1950 | 1961 | 1970 | 1980 | 1991 | 2001 | 2011 | 2021 |
| --------------------- | ---- | ---- | ---- | ---- | ---- | ---- | ---- | ---- | ---- | ---- | ---- | ---- | ---- | ---- | ---- |
| Počet obyvatel        | 591  | 539  | 501  | 494  | 547  | 497  | 569  | 417  | 407  | 373  | 305  | 293  | 237  | 257  | 231  |
| Rozdíl počtu obyvatel | –    | –52  | −38  | −7   | +53  | −50  | +72  | –152 | –10  | –34  | –68  | −12  | -56  | +20  | -26  |
|                       |      |      |      |      |      |      |      |      |      |      |      |      |      |      |      |
| Počet domů            | 87   | 91   | 93   | 95   | 92   | 92   | 92   | 98   | 95   | 94   | 94   | 104  | 105  | 108  | 111  |
| Rozdíl počtu domů     | –    | +4   | +2   | +2   | –3   | 0    | 0    | +6   | −3   | –1   | 0    | +10  | +1   | +3   | +3   |

## Společnost

### Rok 1932
V obci Hudčice (493 obyvatel, poštovna) byly v roce 1932 evidovány tyto živnosti a obchody: brusírna kamene, 3 hostince, kamenický závod, kovář, 4 žulové lomy, 2 obchody se smíšeným zbožím, řezník, Spořitelní a záložní spolek pro Hudčice, 2 trafiky, zámečník, 4 žulové závody.

### Školství
Škola v Hudčicích byla založena v roce 1791 a učitelem byl ustanoven krejčovský mistr Josef Havlík. Ten se musel potýkat s nepořádnými výplatami a nedostatkem dřeva pro školu, které rodiče dávali po polenu. Protože škola svou budovu neměla, vyučoval Havlík ve své chalupě, ovšem v roce 1823 se odstěhoval do Paďous na Valašsku, škola byla zrušena a děti začaly chodit do školy v Bubovicích. Když se v roce 1872 jednalo o stavbě nové školy v Bubovicích, rozhodli se hučičtí, že si postaví vlastní školu, ale jejich žádost byla zamítnuta a stejně tak se stalo i následujícího roku. Teprve třetí žádost z roku 1874 měla úspěch. Výnosem zemské školní rady byla ze 17. dubna 1875 byla povolena jednotřídní škola. Prozatímně byla pro školu najata místnost v domě č. 19 rolníka Františka Žida. Se stavbou nové školy se začalo 1. srpna 1876 a již 10. listopadu byla zkolaudována. Den na to se do nové školy nastěhoval učitel, který hned druhý den začal vyučovat. Prozatímním správcem školy byl ustanoven Hynek Fürst a od 1. září 1878 definitivně nastoupil Tomáš Pecka, který zde vyučoval do roku 1902. V roce 1883 se začalo s výukou ženských ručních prací. Do školy docházely děti pouze z Hudčic a do roku 1897 sem docházely děti z několika domů ze Slavětína. V roce 1913 do školy chodilo 69 dětí – 34 chlapců a 35 děvčat. Nakvap postavená budova hudčické školy byla špatná, proto okresní zemská školní rada v roce 1923 určila místní školní radě, aby do čtyř neděl vybrala místa, která by se hodila pro novou školu. Jenže místo vybráno nebylo a v roce 1927 konstatoval okresní školní výbor, že se místní školní rada vyhýbá svým povinnostem a pokud nic neučiní, budou děti přiškoleny do Bubovic. Po několika školních rocích bylo konstatováno, že „houba v bytě učitele tak se rozrůstá…, že podlahové laťky se trhají, petrolejem vše zalévá, nic však platno.” Následně se houba tak rozbujela, že se ze školy musel vystěhovat i ředitel pro její neobyvatelnost. Po mnoha urgencích a žalobách obec nakonec novou školu postavila v roce 1932, tedy po deseti letech od první výzvy.

## Doprava

### Dopravní síť
Obcí vede silnice II/174 Velký Bor – Svéradice – Kadov – Lnáře – Bělčice – Březnice – Milín. Do obce dále vedou silnice III. třídy.

### Autobusová doprava 2024
Autobusovou dopravu v obci Hudčice zajišťuje společnost Arriva Střední Čechy. Obec je součástí Pražské integrované dopravy (PID). V obci se nachází zastávka Hudčice. Na silnici II/174 směrem do Bělčic, za železničním přejezdem, se nachází zastávka Hudčice,lom. V Slavětíně se autobusová zastávka nenachází. Autobusová linka 496 zajišťuje spojení mezi Březnicí, Bubovicemi, Hudčicemi, Koupí, Bělčicemi a Blatnou.

### Železniční doprava 2024
Obcí prochází jednokolejná regionální železniční trať 203 Březnice–Strakonice, která byla uvedena do provozu v roce 1899. V obci se nachází železniční zastávka Hudčice a v místní části Slavětín železniční zastávka Slavětín u Březnice. Na obou zastávkách zastavují osobní vlaky linky S60. Tyto vlaky, provozované společností České dráhy, jezdí z Berouna přes Zdice, Příbram a Březnici, a dále pokračují do Blatné nebo Strakonic. O víkendech a svátcích během letní sezóny zastavuje v Hudčicích také spěšný vlak Českých drah linky T6 s názvem Cyklo Brdy, který jezdí z Prahy do Blatné.

## Turistika
Obcí procházejí turistické trasy  Hudčice – Koupě – Hvožďany a  Hlubyně – Hudčice – Martinice – Březnice.

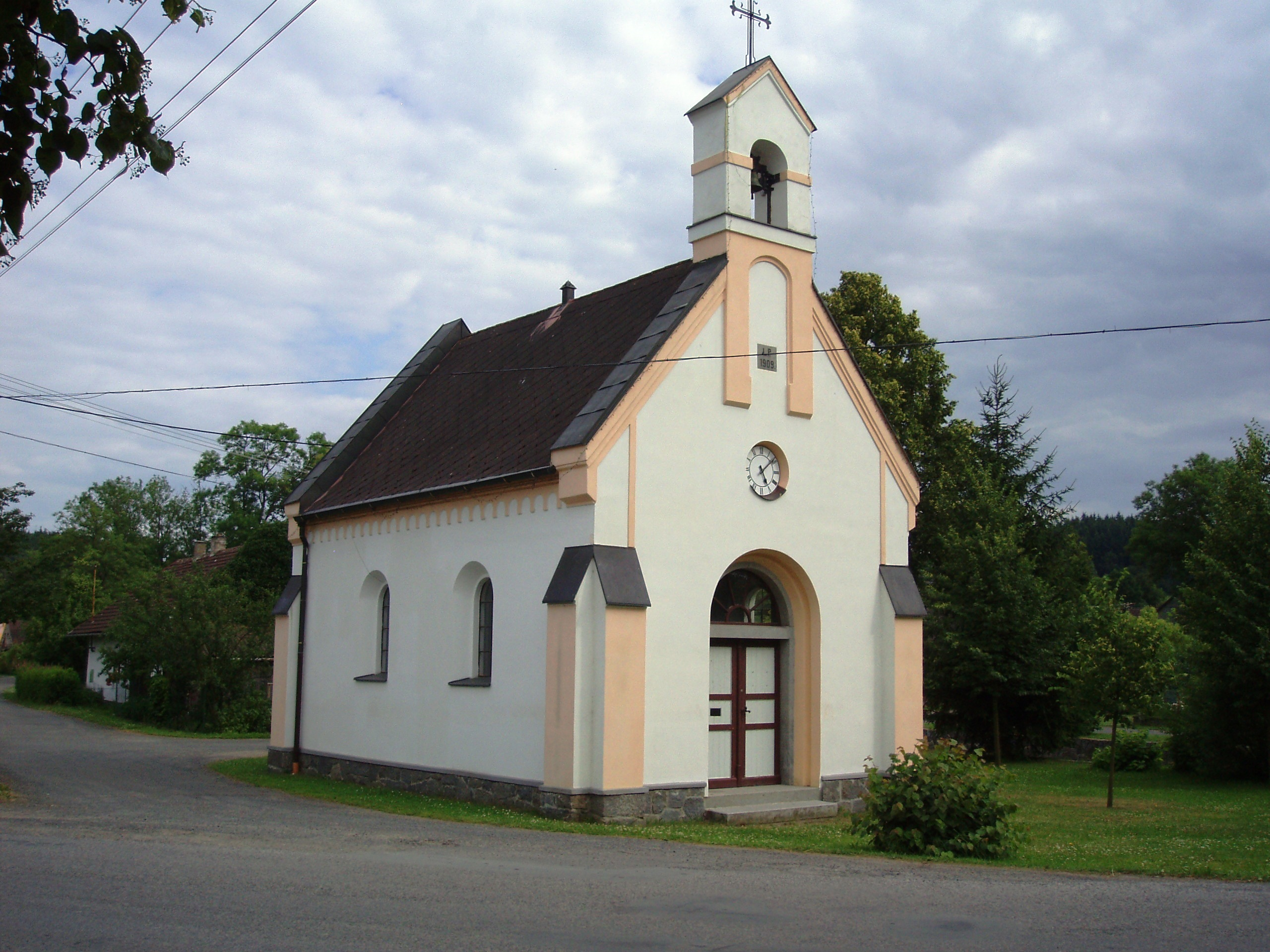
Kaple